# Schoenus setiformis
Schoenus setiformis är en halvgräsart som beskrevs av Stanley Thatcher Blake. Schoenus setiformis ingår i släktet axagssläktet, och familjen halvgräs. Inga underarter finns listade i Catalogue of Life.